# Tourisme aux Maldives
 (juillet 2018).
Si vous disposez d'ouvrages ou d'articles de référence ou si vous connaissez des sites web de qualité traitant du thème abordé ici, merci de compléter l'article en donnant les références utiles à sa vérifiabilité et en les liant à la section « Notes et références ».

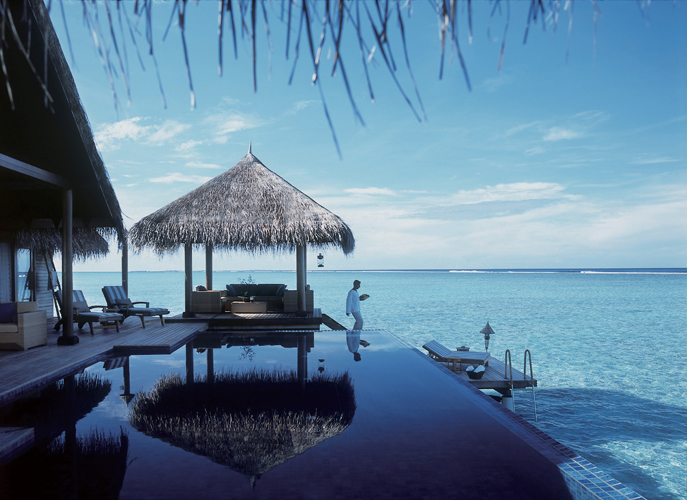
Un hôtel aux Maldives

Le tourisme aux Maldives est la principale activité économique du pays. Il joue un rôle important dans l'entrée de devises dans le pays et la création d'emplois dans le secteur tertiaire. L'archipel des Maldives est en effet, de par son cliché de « carte postale tropicale », une source d'attraction pour de nombreux touristes.

## Historique
Le tourisme aux Maldives a commencé relativement tard. Une mission des Nations unies sur le développement qui s'est rendue aux Maldives dans les années 1960 ne recommandait pas le tourisme, prétendant que les îles ne sont pas appropriés[réf. souhaitée]. Depuis le lancement du premier hôtel aux Maldives dans les années 1970, le tourisme aux Maldives a cependant prospéré. Depuis, plus de 80 hôtels ont été créés dans les différents atolls constituant les Maldives. Au cours des dernières décennies, le nombre de touristes aux Maldives a augmenté continuellement. Plus de 600 000 touristes visitent chaque année les Maldives. L'ancien président Ibrahim Nasir est considéré comme étant l'homme qui a fait des Maldives une destination touristique.
En 2018, Transparency Maldives estime que 27 837 maldiviens travaillent dans 120 resorts, soit 14 % de la population active du pays.

## Des atouts propices au tourisme

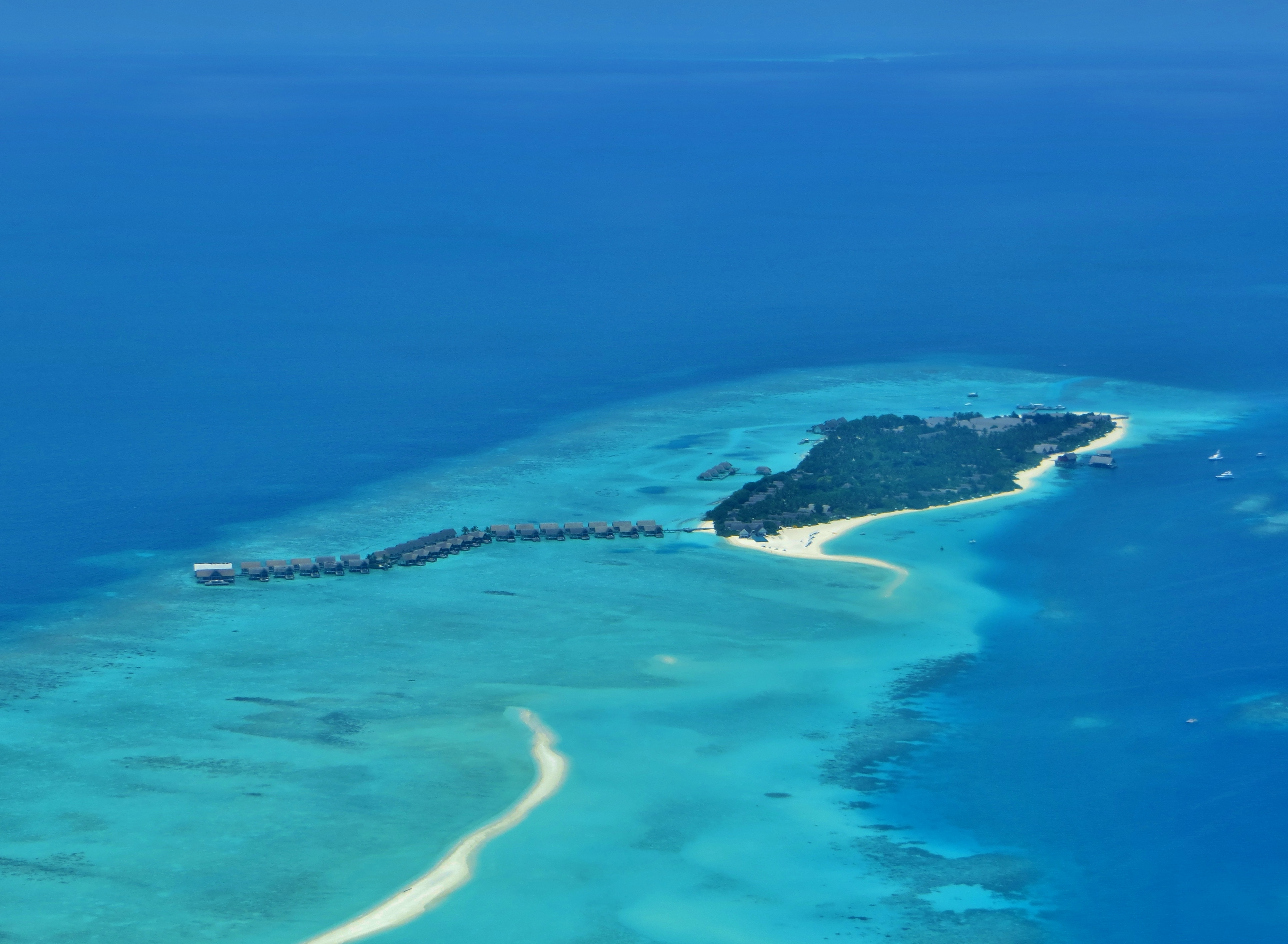
Vue aérienne de Landaa Giraavaru (atoll de Baa).

Les Maldives sont célèbres pour la beauté naturelle de ses atolls mélangeant le bleu turquoise de l'océan et les plages de sable blanc, accompagnés de températures élevées. Le climat des Maldives est idéal pour les sports nautiques et la faune sous marine rend l'archipel mondialement connu pour la pêche, la plongée sous-marine et la plongée libre.
Le bleu cristallin de l'Océan Indien se confond à l'horizon avec celui du ciel, tandis que l'absence presque totale d'êtres humains sur le rivage s'oppose à une véritable explosion de couleurs et de présences végétales et animales sur les fonds marins, peuplés d'une fantasmagorie d'algues, de coraux, de mollusques et d'autres formes de vie aquatique.
L'océan reste la caractéristique dominante du paysage, et ce surtout en raison des petites dimensions des îles de l'archipel ; aucune localité des Maldives ne se trouve à plus de quelques kilomètres de la mer, y compris sur ce que l'on pourrait appeler les îles principales. Il faut ajouter à cela que dans cet univers de récifs et de petites îles qui constituent les différents atolls, aucun relief collinaire ou hauteur ne limite le moins du monde la vue.

## Ségrégation entre locaux et touristes
Le pays, dont la religion d'État est un islam rigoureux, exclusif et sourcilleux, s'est organisé pour éviter au maximum tout contact entre les touristes apporteurs de devises et les habitants qui résident sur des îles interdites aux premiers (sauf à Malé, la capitale). Par ailleurs, les douaniers sont très pointilleux sur le contenu des bagages des touristes, qui ne doivent contenir ni alcool, ni objets ou livres à caractère érotique ou religieux (autre que musulman). Les livres ou objets à caractère, notamment, chrétien, bouddhiste ou hindouiste sont totalement prohibés, même pour l'usage personnel) etc. Ceci peut poser des problèmes aux touristes transitant par l'Inde ou le Sri Lanka qui souhaitent en rapporter des souvenirs (par exemple de l'arrack ou des statuettes hindouistes ou bouddhiques).
Jusqu'en 2009, il ne pouvait être question de visiter par soi-même d'autres endroits que l'île-hôtel dans laquelle le séjour a été réservé, puisqu'une ségrégation extrême entre touristes et autochtones y fut pratiquée. Ainsi, le seul endroit où le voyageur non musulman pouvait côtoyer la population (hormis le personnel des hôtels et moyens de transport) était la capitale, Malé. L'accès aux autres îles habitées y étaient fortement réglementé : seules les excursions organisées par un resort y étaient autorisées. De plus, ces îles ne possédaient pas d'infrastructures hôtelières, et sans autorisation, le logement chez l'habitant y était strictement interdit,.

## L'île-hôtel
Pour un article plus général, voir Île-hôtel.

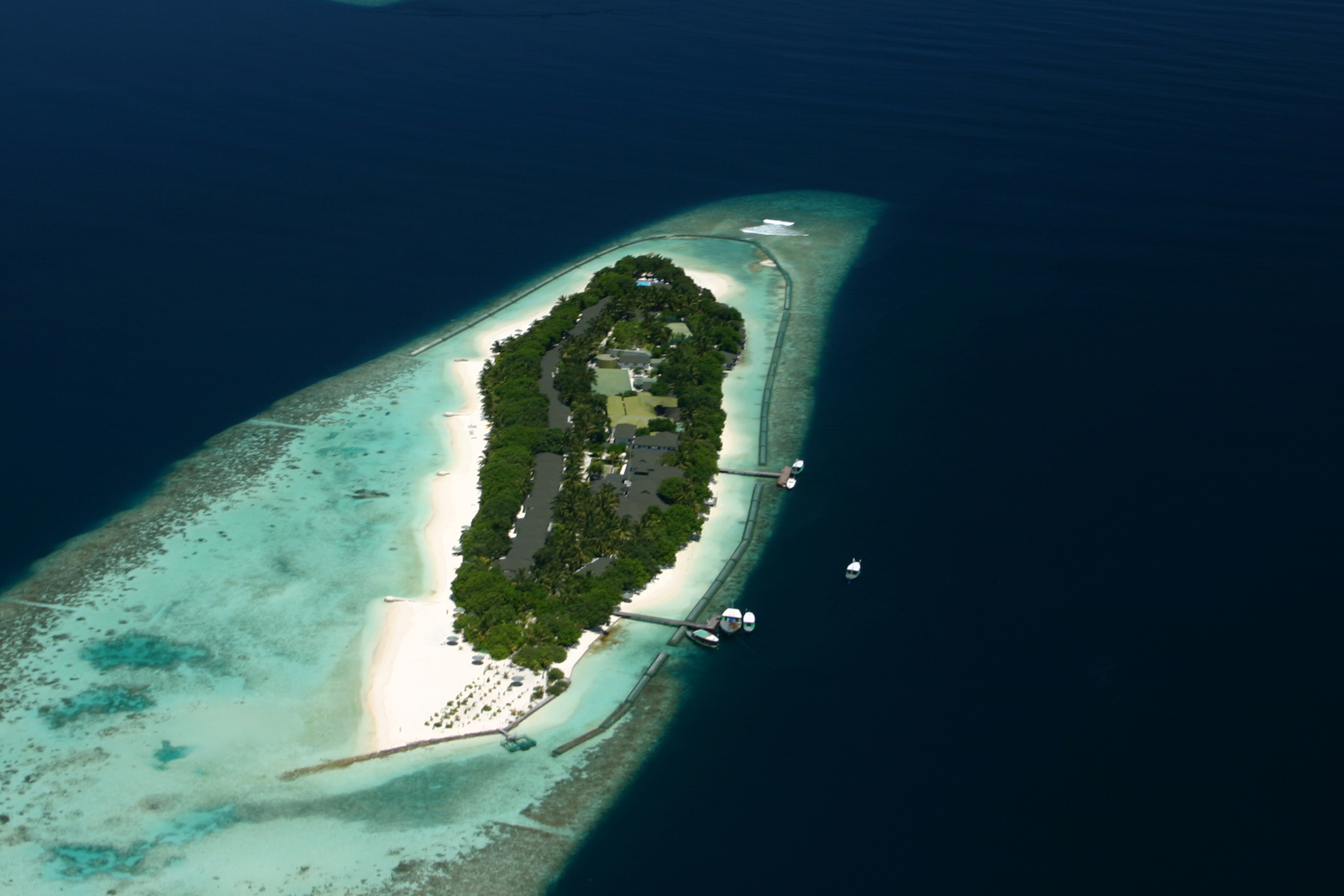
Une île-hôtel aux Maldives

Les Maldives visent une clientèle de luxe et a développé le système des îles-hôtel qui s'accordent très bien aux atolls et à la politique de ségrégation menée par les autorités. Ces îles-hôtel sont des hôtels qui s'installent de manière exclusive sur une île, laquelle est aménagée uniquement pour le tourisme, à partir d'une île inhabitée. Les bâtiments situés sur une île-hôtel typique comprennent des chambres et des suites réservées à l'usage de ses hôtes, restaurants, cafés, magasins, salons, bars, discothèques et les écoles de plongée. Une partie de l'île contient également des logements du personnel et des services tels que la restauration, la production d'électricité, une laverie et une station d'épuration. Des boutiques de l'île offrent un large éventail de produits, tels que des souvenirs, mais les prix sont généralement plus élevés que sur Malé à cause du monopole. Les boissons alcoolisées y sont servies alors qu'elles sont rigoureusement interdites aux autochtones sur les îles qui leur sont réservées.

## Sources
- (en) Cet article est partiellement ou en totalité issu de l’article de Wikipédia en anglais intitulé « Tourism in the Maldives » (voir la liste des auteurs).